# Église Saints-Pierre-et-Paul-sur-Gorodianka de Smolensk
Pour les articles homonymes, voir Église Saints-Pierre-et-Paul.
L'église Saints-Pierre-et-Paul-sur-Gorodianka (en russe : Церковь Петра и Павла на Городянке) est l'un des trois édifices pré-mongols de la Rus' situés dans la ville de Smolensk en Russie occidentale. Les deux autres édifices de la même époque dans la même ville sont l'église Saint-Michel-Archange et l'église Saint-Jean-l'Évangéliste. C'est un monument classé de l'héritage culturel de la Russie.

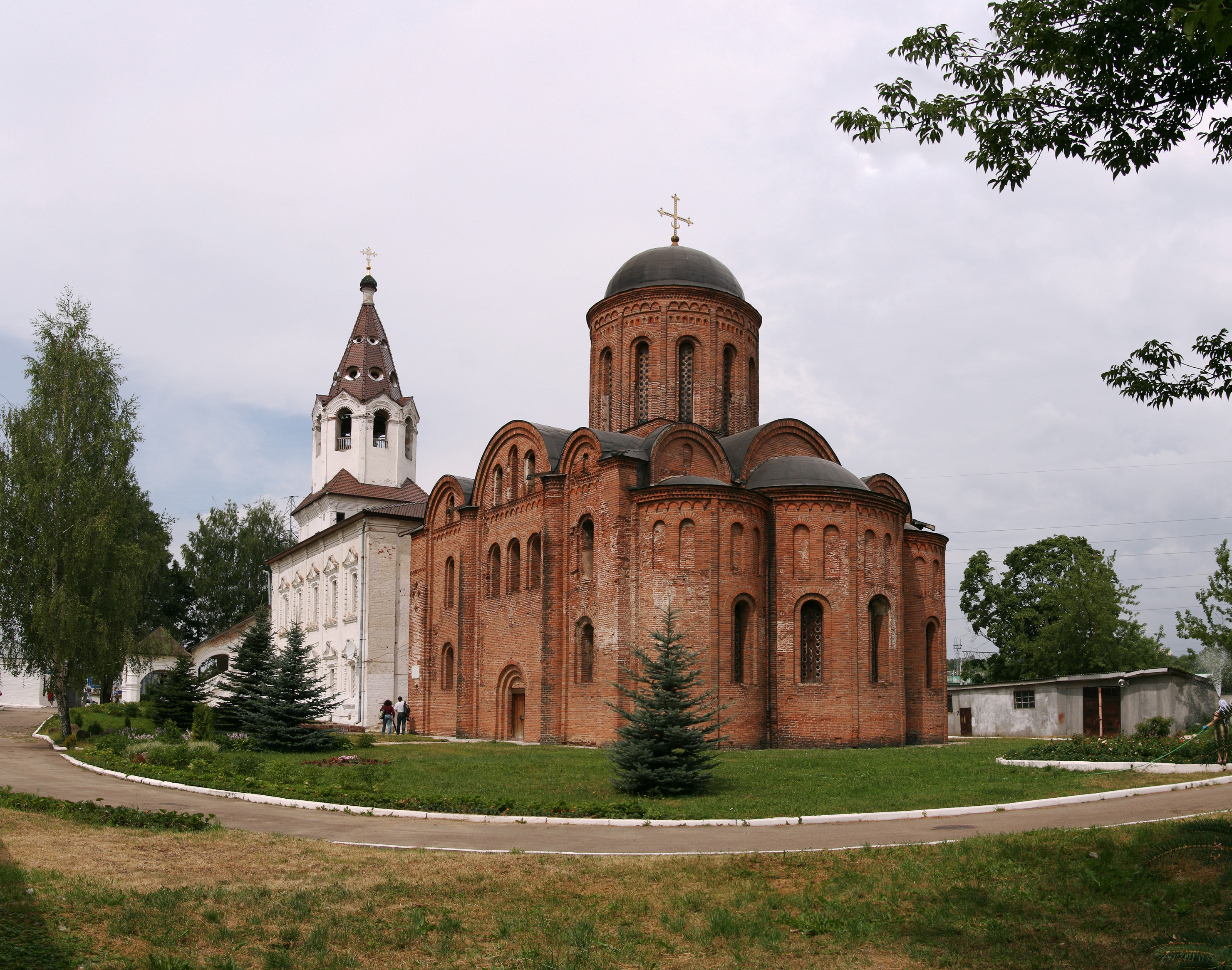
Smolensk église Saints-Pierre-et-Paul et l'église Sainte Varvara

## Histoire

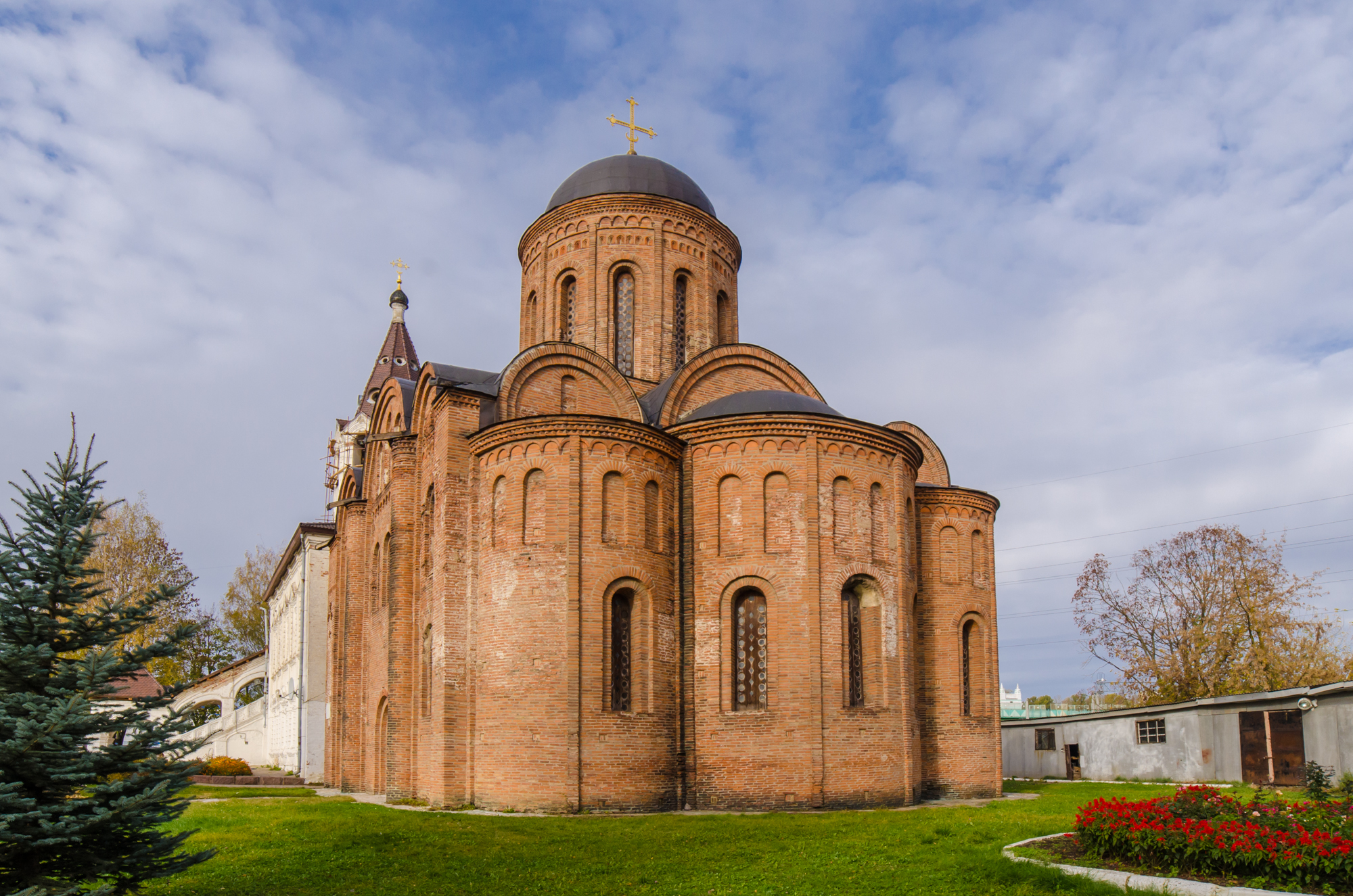
Ensemble du complexe de Saint-Pierre-et-Paul-sur Gorodianka à Smolensk

L'église Saints-Pierre-et-Paul est bâtie en 1153-1156 (ou 1140-1160, selon Wagner) par le prince de Smolensk Rostislav Ier. C'est le premier évêque de Smolensk qui l'a consacrée, Siméon.
La première mention qui en est conservée est une gravure de Willem Hondius.
À l'époque de l'intervention polonaise, durant la période des années 1611 à 1654, l'édifice est transformé en église catholique. Après cette période, l'église redevient orthodoxe.
Durant le XVIIIe siècle, le complexe a été complètement transformé. L'église Saints-Pierre-et-Paul a été reliée par l'ouest à l'église de la sainte et martyr Barbara. Plus tard, le deuxième étage ayant été détruit, les deux églises sont à nouveau séparées.
En 1812, l'église est pillée par des soldats de l'armée française lors de la Prise de Moscou. Elle a ensuite été restaurée avec les fonds du Trésor public.
En 1943, pendant les combats pour la libération de Smolensk des forces armées allemandes, l'édifice a de nouveau été détruit. Il a ensuite été restauré sous sa forme initiale supposée durant les années 1962-1963 sous la direction de l'architecte Piotr Baranovski.
Lors de la restauration, des fouilles ont révélé que l'église était entourée primitivement d'une galerie.
Durant la période soviétique, en mai 1935, l'église a été fermée au culte. Elle n'a été rouverte que le 26 mai 1991.

## Caractéristiques architecturales
La structure de l'édifice comprend quatre piliers et une coupole à douze faces. Sur les murs massifs s'appuient des pilastres ou demi-colonnes typiques de la région du Dniepr. De larges fenêtres symétriques sont disposées de part et d'autre du portail. Des frises d'arcatures en briques courent le long des façades à hauteur des bases des chapiteaux des demi-colonnes et sur le tambour élancé qui soutient la coupole. Un escalier est aménagé à l'intérieur du mur ouest.  